# Losonci tér
Losonci tér est une place de Budapest, située dans le quartier de Losonci (8e arrondissement).